# Ueli Maurer
Pour les articles homonymes, voir Maurer.
Ulrich Maurer, dit Ueli Maurer, né le 1er décembre 1950 à Wetzikon (originaire de Hinwil et d'Adelboden), est un homme politique suisse, membre de l'Union démocratique du centre (UDC).
Ancien député du canton de Zurich au Conseil national et président de l'UDC, il est conseiller fédéral de 2009 à 2022, à la tête du Département fédéral de la défense, de la protection de la population et des sports (DPPS) de 2009 à 2016 et du Département fédéral des finances (DFF) de 2016 à 2022. Il est président de la Confédération en 2013 et 2019.

## Biographie
Ueli Maurer naît le 1er décembre 1950 à Wetzikon, dans le canton de Zurich. Il est originaire d'une autre commune zurichoise, Hinwil, et d'une commune bernoise, Adelboden.
Fils d'un agriculteur de l'Oberland zurichois,, il obtient un diplôme fédéral de comptable après un apprentissage commercial. Directeur de l'association des agriculteurs zurichois de 1994 à 2008, il préside l'Union maraîchère suisse (Schweizer Gemüsebauer) et l'association Maschinenring Schweiz.
Résidant à Hinwil dans le canton de Zurich, il est marié et père de six enfants.
Il a le grade de major à l'armée.

## Parcours politique

### Carrière cantonale
De 1978 à 1986, Ueli Maurer est membre du gouvernement communal d'Hinwil. Il est élu au parlement cantonal zurichois en 1983 et le préside en 1991. Cette année-là, il perd l'élection au gouvernement cantonal au profit de Moritz Leuenberger ; ses opposants décrivent la campagne d'Ueli Maurer comme inepte et le candidat comme un passionné naïf de l'homme fort de son parti, Christoph Blocher. Toutefois, il est élu la même année au Conseil national.

### Carrière fédérale
En 1996, alors que Christoph Blocher est au faîte de sa popularité, Ueli Maurer est élu à la présidence de l'UDC. Pas pris au sérieux dans un premier temps,, il est parodié par le comédien de télévision Viktor Giacobbo comme un zélateur servile de Christoph Blocher,, à tel point qu'Ueli Maurer rapporte que ses enfants revenaient régulièrement de l'école en pleurs. Pourtant, sa présidence voit le parti doubler sa base électorale, s'établir en Suisse romande et devenir le premier parti du pays. Ces succès sont largement crédités au leadership d'Ueli Maurer, qui parvient à compenser son manque de charisme par son travail acharné, l'imposition d'une stricte discipline dans le parti, un sens aiguisé de la promotion de thèmes populistes (comme l'opposition à l'intégration européenne, aux immigrés et au politiquement correct) ainsi qu'un penchant pour les phrases chocs, comme l'atteste l'une de ses déclarations : « Solange ich Neger sage, bleibt die Kamera bei mir » (Aussi longtemps que je parle de nègres, la caméra reste sur moi).
Comme président de l'UDC, il participe grandement à la mise en place des campagnes populistes et agressives du parti, qui attirent les critiques des autres partis politiques et des observateurs étrangers, et à celle des affiches de campagnes attaquant la gauche, les immigrés et autres personnes jugées indésirables par le parti. En contradiction avec l'étiquette politique suisse, il n'hésite pas à lancer des attaques personnelles contre ses adversaires, décrivant les radicaux comme des « poltrons », les électeurs socialistes comme « dérangés » et les conseillers fédéraux UDC Samuel Schmid et Eveline Widmer-Schlumpf comme « des appendices enflammés » nécessitant une ablation. Il parvient néanmoins à préserver son personnage public et la perception qu'ont de lui ses collègues parlementaires. Au Conseil national, sa stature gagne en importance durant son mandat et même ses opposants politiques lui reconnaissent son intégrité personnelle, son attitude collégiale et sa solide compréhension des questions politiques. Ses bonnes relations professionnelles avec les représentantes socialistes sont relevées par des observateurs politiques perplexes.
Alors que sa popularité et celle de son parti augmentent, ses relations avec son mentor Christoph Blocher se sont progressivement refroidies même si les deux hommes restent de solides alliés en public. Christoph Blocher, habitué à l'exercice autoritaire du pouvoir en tant que leader incontesté du parti, n'approuve pas le fait qu'Ueli Maurer questionne certaines de ses approches stratégiques ; il exerce donc progressivement son pouvoir au travers d'un cercle restreint d'adeptes au lieu de passer par Ueli Maurer et le secrétariat du parti. En octobre 2007, après que le parti a remporté la plus grande victoire électorale de son histoire aux élections fédérales, Ueli Maurer démissionne de la présidence du parti ; la NZZ considère à cette occasion qu'il a dignement rempli son mandat, alors qu'il est élu en 1996 « faute de mieux ». Il est remplacé contre son gré par Toni Brunner, l'un des proches confidents de Christoph Blocher, le 1er mars 2008. Après avoir perdu une élection pour un siège au Conseil des États contre Verena Diener, Ueli Maurer se contente de la présidence de la section zurichoise de l'UDC.

### Conseil fédéral

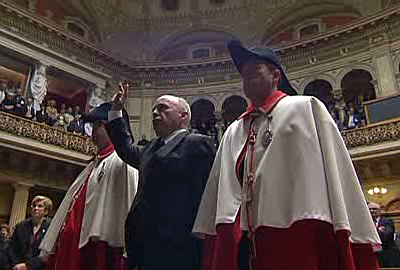
Prestation de serment d'Ueli Maurer en 2008.

Le 27 novembre 2008, le groupe parlementaire de l'UDC choisit à l'unanimité Ueli Maurer et Christoph Blocher comme candidats pour succéder à Samuel Schmid au Conseil fédéral. Alors que Christoph Blocher — ancien conseiller fédéral non réélu le 12 décembre 2007 au profit d'Eveline Widmer-Schlumpf — est considéré comme non éligible par tous les autres partis, des médias suisses dont la Neue Zürcher Zeitung considèrent Ueli Maurer comme favori, même avant sa nomination. Le 10 décembre 2008, l'Assemblée fédérale l'élit au Conseil fédéral (111e conseiller fédéral de l'histoire) au terme du troisième tour de scrutin par 122 voix contre 121 à son collègue de parti Hansjörg Walter, soutenu malgré son refus d'accepter une éventuelle élection. Ulrich Schlüer, non réélu en 2007, récupère le poste de conseiller national d'Ueli Maurer après l'accession de celui-ci au Conseil fédéral.
Il est réélu le 14 décembre 2011, le 9 décembre 2015 et le 11 décembre 2019, avec respectivement 159, 173 et 213 voix.
Il annonce le 30 septembre 2022 sa démission pour la fin de l'année.

#### Liberté de ton et ruptures de collégialité
Dès sa candidature au Conseil fédéral, sa capacité à respecter la collégialité est discutée. Lors de ses mandats successifs, il prend régulièrement des libertés avec le principe de la collégialité et n'hésite pas à s'exprimer sans avoir consulté ses collègues voire à se laisser aller à de petites provocations,. 
Ainsi, en 2011, il quitte le Palais fédéral à l'annonce de la réélection d'Eveline Widmer-Schlumpf, puis critique en 2014 l'engagement de Didier Burkhalter au sein de l'Organisation pour la sécurité et la coopération en Europe, qui mettrait la neutralité en danger. En 2019, il déclare que l'assassinat de Jamal Khashoggi est une affaire « réglée » et froisse le corps diplomatique en décrétant que l'accord-cadre avec l'Union européenne est mort. En 2020, il s'affiche en faveur de l'initiative de limitation de l'immigration. 
Lors de la pandémie de COVID-19, il dénonce au début de l'année 2021 le politiquement correct qui entoure le sujet et accuse l'État de faire fausse route. En septembre 2021, il déclare devant une section locale de l'UDC réunie à Wald, dans le canton de Zurich, que le Conseil fédéral a failli et que la crise est davantage gouvernementale que sanitaire. Il apparaît au terme de cette rencontre avec un T-shirt d'un groupe de sonneurs de cloches (Freiheitstrychler, litt. sonneurs de la liberté) opposé aux mesures sanitaires prises par le gouvernement,,.

### Président de la Confédération
Il est élu le 5 décembre 2012 président de la Confédération pour l'année 2013, par 148 voix.
Le 5 décembre 2018, il est réélu président de la Confédération pour l'année 2019 par l'Assemblée fédérale par 201 voix sur 209 valables.

### Rencontres internationales
En tant que ministre des Finances, il assiste au sommet du G20 de Hambourg en 2017, devenant ainsi le premier conseiller fédéral à assister au sommet du G20,,.

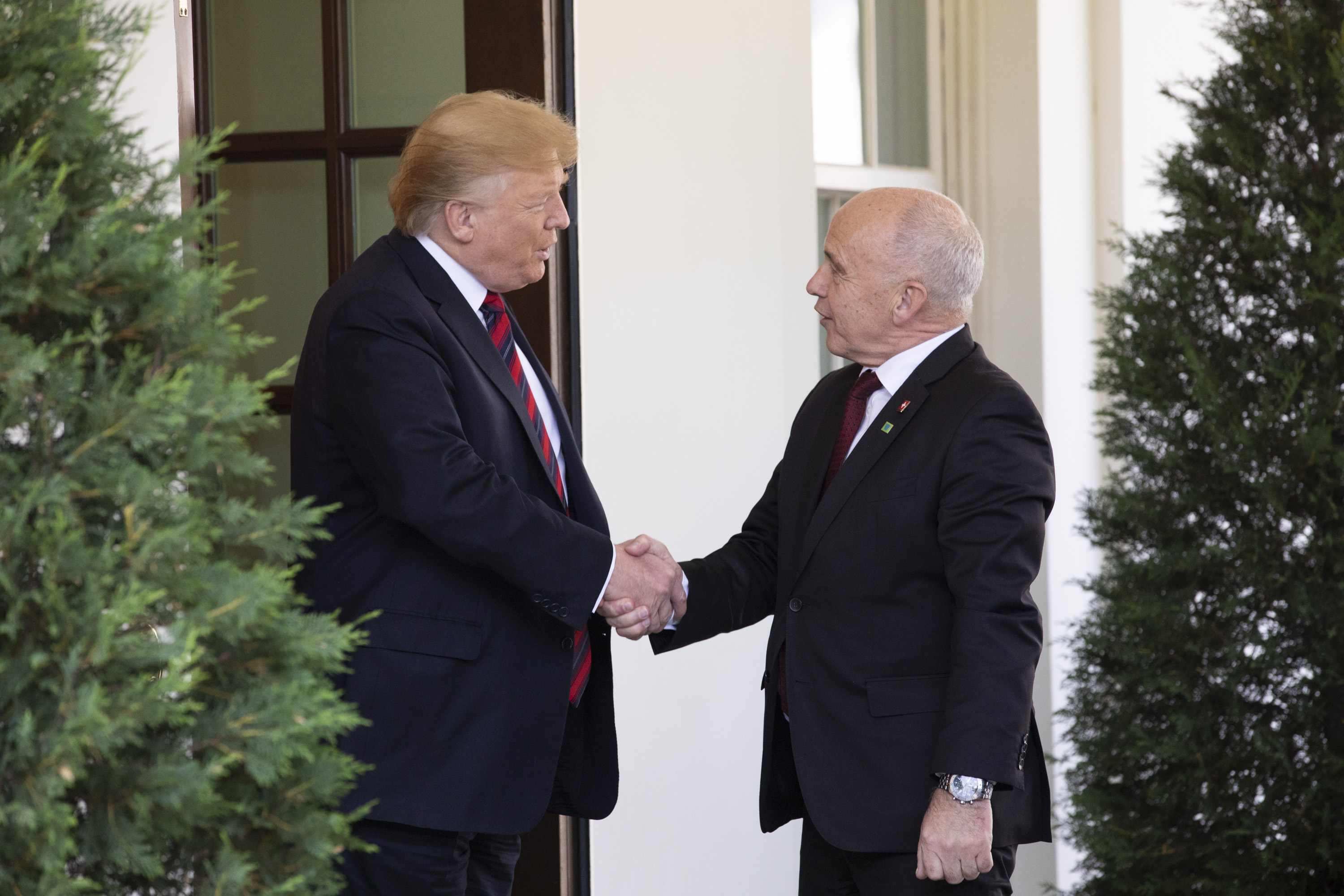
Ueli Maurer avec le président américain Donald Trump à la Maison-Blanche.

Le 29 avril 2019, lors de sa visite en Chine, il signe un protocole d'accord dans le cadre de l'Initiative pour la ceinture et la route,.
Le 16 mai 2019, il rencontre le président américain Donald Trump à la Maison-Blanche, devenant ainsi le premier président suisse à être reçu à la Maison-Blanche,, à l'exception de René Felber qui avait été reçu en sa fonction de président du comité des ministres du Conseil de l'Europe. Les discussions ont notamment porté sur l'Iran et un éventuel accord de libre-échange,,.

## Activités après son départ du Conseil fédéral
Après son départ du Conseil fédéral, il devient membre de la commission d'éthique du Comité international olympique le 1er janvier 2023. Dès 2024, il s'inscrit dans l'opposition aux mesures de lutte contre la pandémie de Covid-19,.